# رکس استوت
رکس استوت (انگلیسی: Rex Stout؛ ۱ دسامبر ۱۸۸۶ – ۲۷ اکتبر ۱۹۷۵) نویسنده سبک جنایی اهل ایالات متحده بود .